# Odznaka „Weteran Walk o Wolność i Niepodległość Ojczyzny”
Odznaka „Weteran Walk o Wolność i Niepodległość Ojczyzny” – polskie resortowe odznaczenie w formie odznaki pamiątkowej, wręczanej wraz z ustanowionym 7 czerwca 1994 i przyznawanym od 30 sierpnia 1997 dyplomem – patentem tytułu honorowego „Weteran Walk o Wolność i Niepodległość Ojczyzny”. Nadawana jest przez Kierownika Urzędu do Spraw Kombatantów i Osób Represjonowanych.
Zgodnie z uchwałą Rady UDSKiOR „może ją otrzymać osoba będąca uczestnikiem walki zbrojnej o niepodległość Polski, posiadająca nadane uprawnienia kombatanckie i spełniająca wymogi określone ustawie z dnia 24 stycznia 1991 roku o kombatantach oraz niektórych osobach będących ofiarami represji wojennych i okresu powojennego”. Patent ani odznaka nie są przyznawane pośmiertnie.
Wygląd odznaki nawiązuje do przedwojennego Krzyża Niepodległości – posrebrzony i oksydowany krzyż równoramienny z dwoma paskami czarnej emalii na każdym z ramion. Nieco poniżej jego środka umieszczony jest posrebrzany wojskowy orzeł z koroną. Wymiary odznaki to 43 × 43 mm, a miniatury – 22 × 22 mm. Odznaczeni otrzymują patent i miniaturę, natomiast odznakę w normalnym wymiarze mogą nabyć na własny koszt w warszawskim zakładzie grawerskim Zbigniewa Cegielskiego (po okazaniu dokumentu). Niektórzy kombatanci wieszają swoje odznaki na wstążkach o kolorystyce wstążki Krzyża Niepodległości, zmieniają barwę emalii na biało-czerwoną, złocą ramiona krzyża, przesuwają orła nieco wyżej itp., co jest niezgodne z zasadami prawa autorskiego i spotykało się ze sprzeciwem autora projektu – Zbigniewa Wolaka.